# المجلس الأعلى للبحوث العلمية (إسبانيا)
المجلس الأعلى للبحوث العلمية في إسبانيا (بالإسبانية: Consejo Superior de Investigaciones Científicas)، ويُعرف اختصارًا بـCSIC، هي وكالة حكومية تابعة لوزارة الاقتصاد والقدرة التنافسية في إسبانيا، يكمن هدفها الأساسي في تطوير وتشجيع البحوث لصالح التقدم العلمي والتكنولوجي لدعم التعاون مع الكيانات الإسبانية والأجنبية. وبحسب تصنيف التقرير العالمي لسي إي آر عام 2012، عُد المجلس أكبر مؤسسة عامة مخصصة للبحث العلمي في إسبانيا، والثالثة في أوروبا والتاسعة في العالم.
هو مؤسسة متعددة التخصصات تقوم بإجراء البحوث المتقدمة في كافة المجالات العلمية بفضل وجود أكثر من 130 مركزًا موزعًا لها في كل مناطق إسبانيا ذات الحكم الذاتي، على غرار المركز الوطني الفرنسي للبحث العلمي. يعج المجلس الأعلى للبحوث العلمية بنسبة 6% من الموظفين مكرسي وقتهم للبحث العلمي والتطوير في إسبانيا، أكثر من 14 ألف شخص، والذي يُنتج بدوره قرابة 20% من الإنتاج العلمي الوطني. وبالإضافة غلى ذلك، فهي تُدير مجموعة من البُنى التحتية الهامة، الشبكة الأوسع والأكثر اكتمالًا من المكتبات المُتخصصة، إضافة إلى الوحدات البحثية المتباينة. ويمنح المجلس الميدالية الذهبية للمجلس الأعلى للبحوث العلمية بمثابة نوع من التكريم والتمييز للأفراد والكيانات.
ومنذ تحوله إلى وكالة حكومية في 2007، بدأ تفعيل نشاط المجلس الأعلى للبحوث العلمية بعقد تمويل من الحكومة لمدة أربع سنوات.

## مجالات العلوم التقنية
يُغطي المجلس جميع تخصصات وقطاعات المعرفة المُتعددة، حيث يُنظم نشاطها حول ثمانية مجالات علمية تقنية:
- مجال 1:الإنسانيات والعلوم الاجتماعية.[12]
- مجال 2: الأحياء والطب الحيوي.[13]
- مجال 3: الموارد الطبيعية.[14]
- مجال 4: العلوم الزراعية.[15]
- مجال 5: العلوم الفيزيائية والتكنولوجيا.[16]
- مجال 6: علوم وتكنولوجيا هندسة المواد.[17]
- مجال 7: علوم وتكنولوجيا الغذاء.[18]
- مجال 8: العلوم الكيميائية والتكنولوجيا.[19]